# Rigui
Rigui est une commune rurale située dans le département de Oula de la province du Yatenga dans la région Nord au Burkina Faso.

## Géographie
Rigui se trouve à 9 km au sud-est de Oula, le chef-lieu du département, et à environ 23 km au sud-est du centre de Ouahigouya. Le village est à 7 km à l'est de Ziga et à 3 km au sud de la route nationale 15.

## Santé et éducation
Le centre de soins le plus proche de Rigui est le centre de santé et de promotion sociale (CSPS) de Ziga tandis que le centre hospitalier régional (CHR) se trouve à Ouahigouya.